# Dobroje Pole (obwód kurski)
Dobroje Pole (ros. Доброе Поле) – osiedle typu wiejskiego w zachodniej Rosji, w sielsowiecie salnowskim rejonu chomutowskiego w obwodzie kurskim.

## Geografia
Miejscowość położona jest w pobliżu rzeki Niemieda, 2 km od centrum administracyjnego sielsowietu salnowskiego (Salnoje), 11 km od centrum administracyjnego rejonu (Chomutowka), 125 km od Kurska.
W granicach miejscowości znajdują się ulice: Zariecznaja (16 posesji), Zaprudnaja (16).

## Demografia
W 2010 r. miejscowość zamieszkiwało 29 osób.